# لایلا روکو
لایلا روکو (ایتالیایی: Lyla Rocco؛ ‏ ۱۸ ژانویهٔ ۱۹۳۳ – ۱۷ ژانویهٔ ۲۰۱۵) با نام اصلی ماریا لوئیزا روکو، بازیگر اهل ایتالیا بود.
از فیلم‌ها یا برنامه‌های تلویزیونی که وی در آن نقش داشته است، می‌توان به سفر به ایتالیا، شوهران جوان و آنا اشاره کرد.